# Jan Tratnik
Jan Tratnik (født 23. februar 1990 i Ljubljana) er en cykelrytter fra Slovenien, der er på kontrakt hos Red Bull-Bora-Hansgrohe.